# ويليام ووكر (فارس)
ويليام ووكر (بالإنجليزية: William Walker)‏ هو مدرب خيول وفارس أمريكي، ولد في 1860 في فرسايليس في الولايات المتحدة، وتوفي في 20 سبتمبر 1933.